# Thảm bay

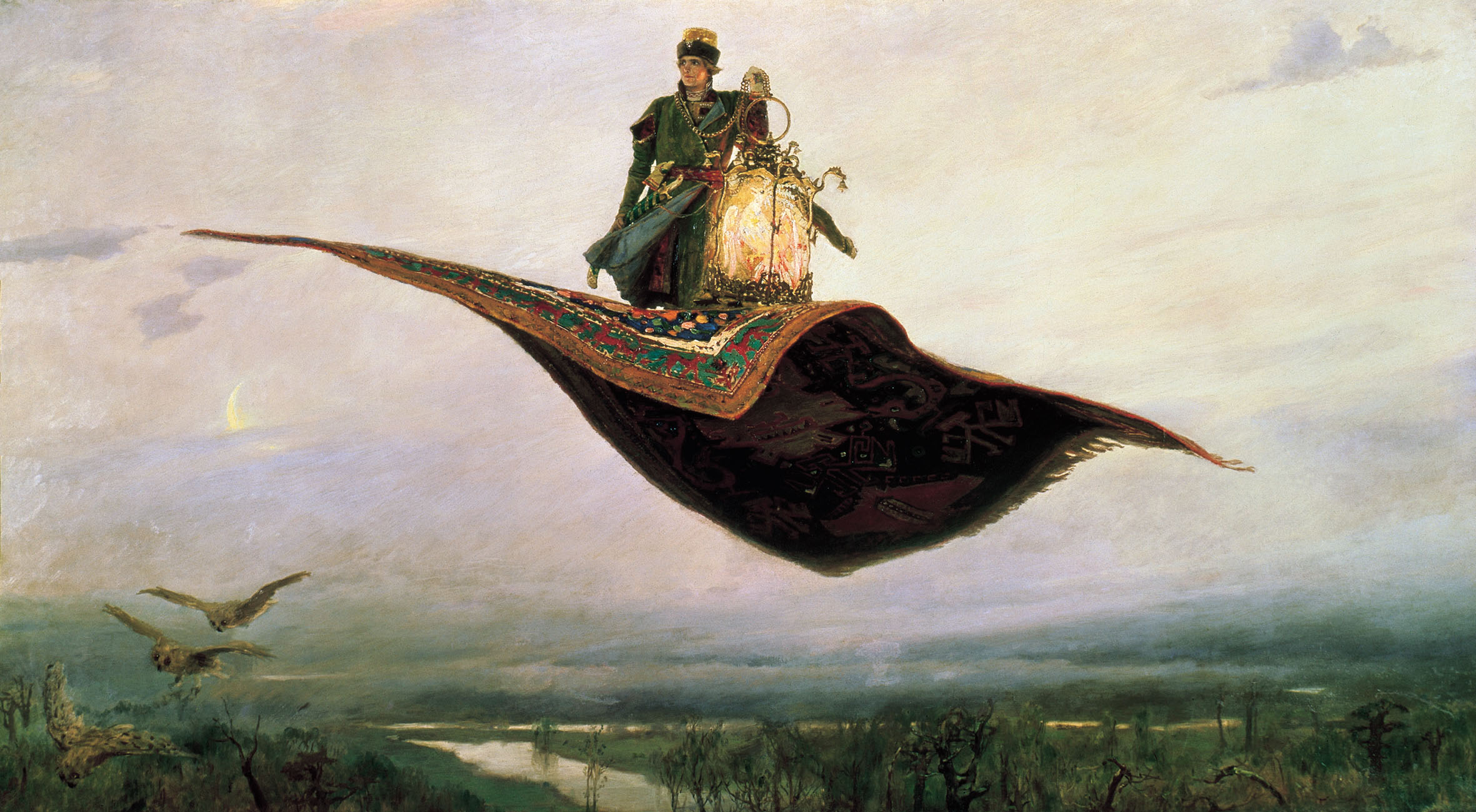
Viktor Vasnetsov «Thảm bay», năm 1880

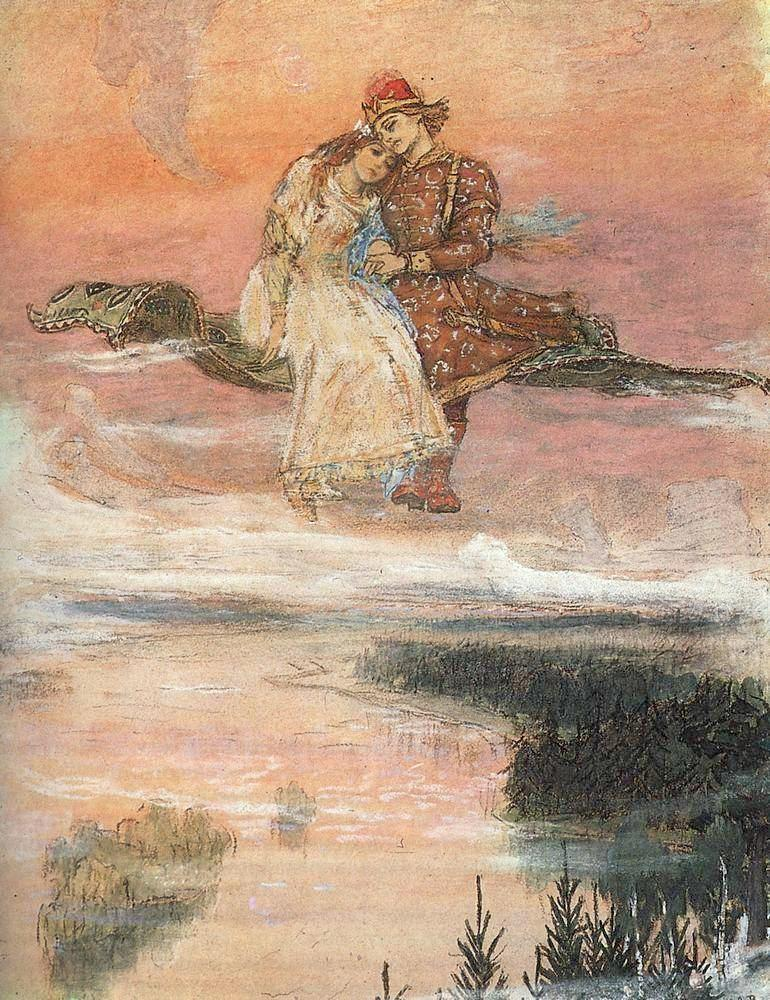
Viktor Vasnetsov «Thảm bay», năm 1926

Thảm bay, hay thảm thần là loại thảm được nhắc đến trong thần thoại dùng để chở người tới nơi muốn đến cách nhanh chóng hay ngay tức khắc.